# حفل توزيع جوائز الأوسكار الخامس والثلاثون
حفل توزيع جوائز الأوسكار الخامس والثلاثون (بالإنجليزية: 35th Academy Awards)‏ هو حدث نظمته أكاديمية فنون وعلوم الصور المتحركة لتكريم أفضل الأفلام لسنة 1962. أقيم الحفل بتاريخ 8 أبريل، 1963 في قاعة عرض سانتا مونيكا المدنية في سانتا مونيكا، كاليفورنيا. قامت شبكة هيئة الإذاعة الأمريكية ببثّ الحفل، وقدّمه فرانك سيناترا. في هذه الدورة، فاز فيلم لورنس العرب بجائزة أفضل فيلم، وحاز الممثّل غريغوري بيك على جائزة أفضل ممثّل، ونالت الممثلة آن بانكروفت جائزة أفضل ممثّلةٍ، وكانت جائزة الأوسكار لأفضل مخرج من نصيب المخرج ديفيد لين.
أكثر الأفلام ترشيحاً للحصول على جوائز كان فيلم لورنس العرب حيث تلقّى 10 ترشيحات، وكان كذلك أكثرها فوزاً حيث فاز بـ 7 جوائز.

## الجوائز
- جائزة أفضل فيلم:

لورنس العرب
- جائزة أفضل مخرج:

ديفيد لين
- جائزة أفضل ممثّل:

غريغوري بيك
- جائزة أفضل ممثّلة:

آن بانكروفت
- جائزة أفضل ممثّل مساعد:

إد بيغلي
- جائزة أفضل ممثّلة مساعدة:

باتي دوك
- جائزة أفضل سيناريو مقتبس:

قتل طائر بريء -هورتون فوت
- جائزة أفضل موسيقى تصويريّة:

رجل الموسيقى ولورنس العرب
- جائزة أفضل تأثيرات بصريّة:

أطول الأيام
- جائزة أفضل خلط أصوات:

لورنس العرب

## وصلات خارجية
- حفل توزيع جوائز الأوسكار الخامس والثلاثون على موقع IMDb (الإنجليزية)
- حفل توزيع جوائز الأوسكار الخامس والثلاثون على موقع ميوزك برينز (الإنجليزية)
- الموقع الرسمي لجوائز الأكاديمية.
- الموقع الرسمي لأكاديمية فنون وعلوم الصور المتحركة.
- قناة جوائز الأوسكار على موقع يوتيوب (تُديره أكاديمية فنون وعلوم الصور المتحركة).
- مقتطفات فيديو من أكاديمية فنون وعلوم الصور المتحركة.